# Resolució 2209 del Consell de Seguretat de les Nacions Unides
La Resolució 2209 del Consell de Seguretat de les Nacions Unides fou adoptada el 6 de març de 2015. El Consell va condemnar l'ús del diclor com a arma a la Guerra Civil siriana i va amenaçar amb sancions.
La resolució fou aprovada amb 14 vots a favor i l'abstenció de Veneçuela, qui va argumentar la seva abstenció en el fet que la investigació de l'Organització per la Prohibició de les Armes Químiques encara estava en curs i que encara calia determinar qui era exactament responsable i que la votació era prematura. A més, l'amenaça posava en perill les converses de pau. Rússia va considerar inacceptables les sancions fins que es confirmés l'ús de les armes químiques, i que la resolució era dirigida a totes les parts a Síria, i no només al règim sirià. Països com França i el Regne Unit, d'altra banda, volien advertir al règim sirià amenaçant les sancions.

## Contingut
Mitjançant la Resolució 2118, Síria tenia prohibida la possessió d'armes químiques. El país també formava part des de 1993 de la Convenció sobre Armes Químiques, que tenia com a objectiu destruir totes les armes químiques del món. Això era supervisat per l'Organització per la Prohibició de les Armes Químiques (OVCW). Aquesta organització havia establert que el gas diclor s'utilitzava sistemàticament com a arma a Síria, igual que cent anys abans en les trinxeres durant la Primera Guerra Mundial.
El Consell de Seguretat de l'ONU va condemnar l'ús d'armes químiques a Síria i va demanar a totes les parts de Síria que cooperessin amb la missió de l'OVCW del país i que n'aclarís quins eren els responsables. També es va decidir que s'imposessin sancions si es violava la Resolució 2118.